# Musicatreize
Musicatreize est un ensemble vocal français, fondé par Roland Hayrabedian en 1987, et spécialiste du répertoire vocal et de création de la musique vocale contemporaine.
L'ensemble est l'un des huit membres fondateurs de la FEVIS, créé en 1999.
Musicatreize est subventionné par le Ministère de la culture et de la communication – DRAC PACA /// la Ville de Marseille /// le Conseil général des Bouches-du-Rhône /// le Conseil régional de Provence-Alpes-Côte d'Azur, avec les soutiens de la Sacem et de la SPEDIDAM, membre des réseaux Tenso, Fevis et Profedim.

## L'ensemble et son répertoire
L'ensemble Musicatreize est à effectif variable de 12 chanteurs a cappella au grand orchestre avec chœur et jusqu’à l’opéra.
Les œuvres interprétées vont de Monteverdi à Iannis Xenakis, du baroque au grand répertoire et à la création musicale d’aujourd’hui.
Musicatreize explore l’univers de la vocalité (a cappella ou avec accompagnement) avec notamment les œuvres de Maurice Ohana, Felix Ibarrondo, Édith Canat de Chizy, Zad Moultaka, Philippe Gouttenoire... mais aussi des œuvres instrumentales telles Sundown dances de Maurice Ohana, Écrit sur le vent et l’eau de Olli Kortekangas ou le Kammerkonzert de Ligeti et le répertoire pour chœur et orchestre comme le Magnificat de Bach, la Symphonie de Psaumes de Stravinsky ou le Magnificat-Antiphone de Jean-Louis Florentz.

## Musicatreize et le chant des possibles musicaux
Avec une cohésion et une sonorité très reconnaissable cet ensemble est un instrument privilégié pour la création. Musicatreize est à l’initiative de près de 300 œuvres nouvelles. Les choix artistiques de Roland Hayrabedian s’orientent vers un travail au long terme avec les compositeurs et une mise en série des créations (Les Sept Contes, Odyssée dans l’espace, Trois Cantates policières).

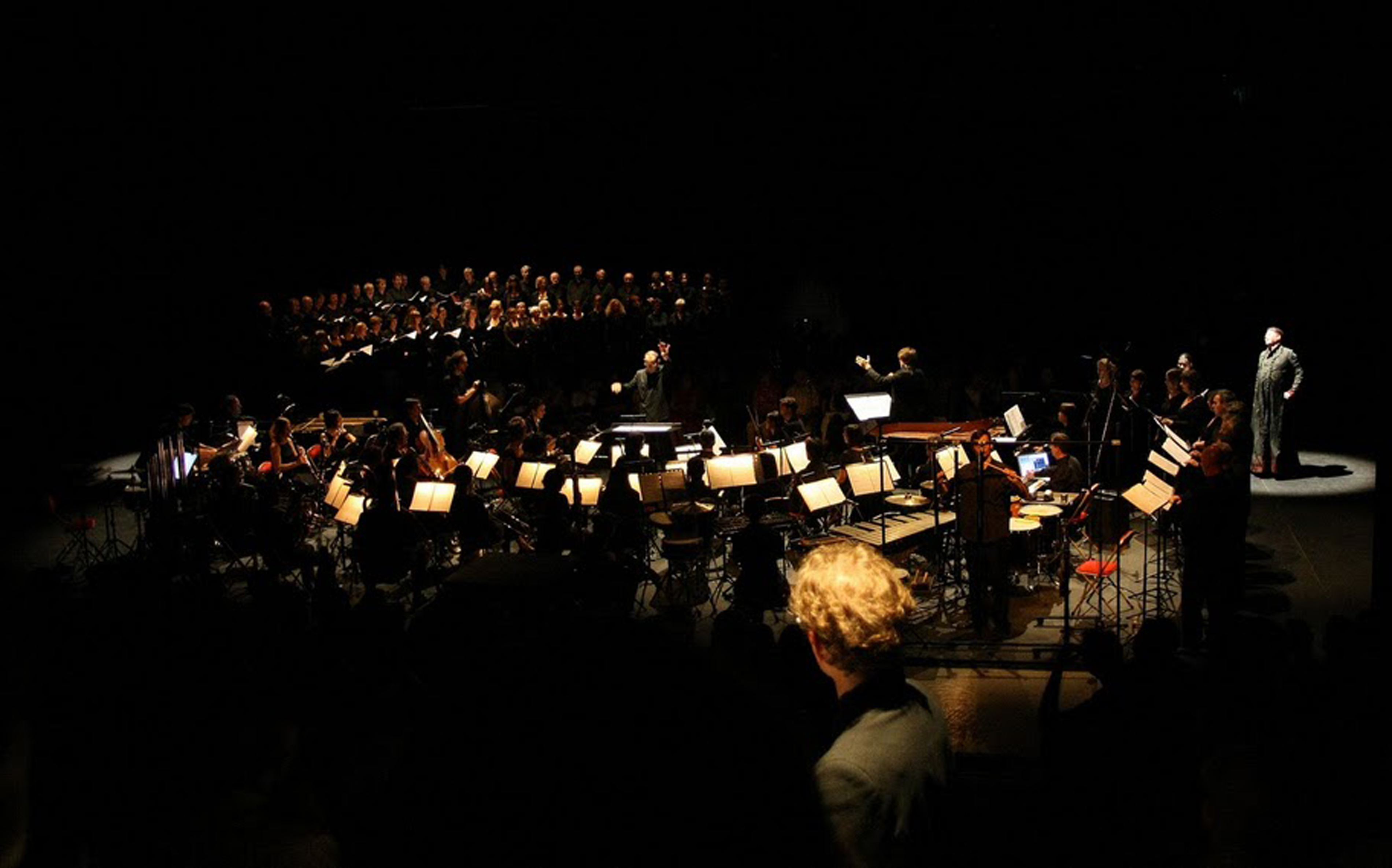
Bacchanales, professionnels et amateurs

Ouvert sur la pédagogie et la pratique amateur, Musicatreize se prête souvent aux masterclasses et aux grands projets de création avec des ensembles non professionnels.

## Musicatreize et les prix
Musicatreize a reçu le Prix de la Fondation Bettancourt-Schueller pour le chant choral en 1994. Avec une discographie riche, commentée et distinguée, en 2007 Musicatreize obtient une Victoire de la Musique Classique – catégorie Ensemble de l’Année. L’accomplissement de 30 années au service de création a vu l’ensemble labellisé en 2017 « Compagnie nationale à rayonnement international » par le Ministère de la culture et de la communication. Depuis 2019, Musicatreize est un Centre national d'art vocal.

## Discographie sélective
- Édith Canat de Chizy : Tombeau de Gilles de Rais, P. Verany
- Édith Canat de Chizy : Canciones, R.E.M
- Maurice Ohana : Avoaha / Lys de Madrigaux, Montaigne / Naïve
- Maurice Ohana : Swan Song / Lux Noctis Dies Solis / Nuit de Pouchkine / O Beaux Yeux Bruns, Calliope / Arpèges
- Maurice Ohana : Llanto / Syllabaire pour Phèdre, Calliope / Arpèges
- Burgan / Kaspar / Hersant : Puerta de la Luz / Messe / L'Infinito, MFA / Radio France
- Lucien Guérinel : Quatre Chants pour un Visage / Poèmes d'Eugenio Montale / Fragments d'Archiloque, Lyrinx
- Félix Ibarrondo : œuvres vocales, Nocturne / L'Empreinte Digitale
- Franz Liszt : Via Crucis / Motets, Calliope
- Zad Moultaka : Rituel, pour ensemble vocal et instruments / L’Empreinte Digitale